# 圣保罗医院之谜
圣保罗医院之谜（Enigma at St. Paul Hospital）是中国在1990年拍摄的电影，由米家山执导，该作主要讲述的是军人们破获了隐藏在医院的特务的计划的故事。

## 剧情介绍
解放初期的成都，国民党特务决定炸毁发电厂，并在那里设置了定时炸弹，而拆除的方式只有设计者本人才能拆除。
但是不巧的是，设计者却因为意外而死，于是军人决定去圣保罗医院做调查。
不过令所有人没想到的是，实际上设计者是假死，不过他最后却因为不小心而造成了女儿的死亡而死，其后他装疯的妻子又因为一些原因自杀，并且自杀前，其把定时炸弹的设计图交给了军人。
在这之后，军人们凭借设计图，成功的拆除了炸弹，并顺利的保护了发电厂。

## 演员
- 蔡鴻翔
- 陳瑪雅
- 楊代林
- 温海濤
- 李耕
- 吳珊珊